# Itameshi

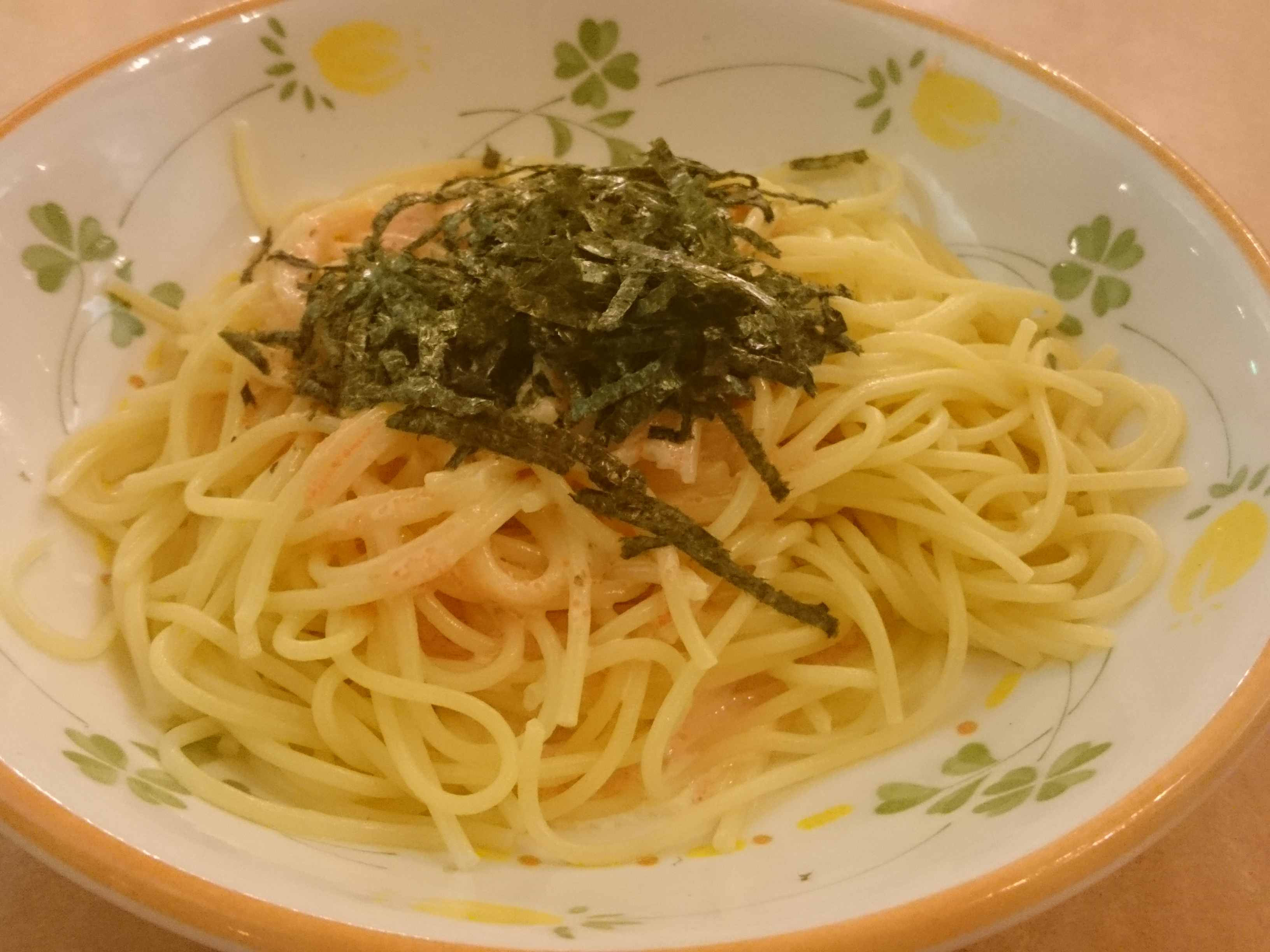
Spaghetti al con uova di merluzzo e alga nori della Saizeriya

Itameshi (イタ飯 (?)) è un termine della lingua giapponese indicante quella cucina fusion che ibrida elementi dalle tradizioni culinarie giapponese e italiana.

## Etimologia
Itameshi è una parola macedonia composta da "Italia" (イタリア (?)) e "pasto" (飯 (?)).

## Storia
La cucina italiana comparve per la prima volta in Giappone negli anni venti del Novecento, periodo in cui, nei caffè del paese asiatico, venivano serviti al pubblico gli spaghetti. Fu però soltanto a partire dagli anni novanta del Novecento che la cucina italiana prese piede nel Sol Levante, quando, come conseguenza della crisi finanziaria asiatica, la quale aveva portato a un generale aumento dei prezzi e minori guadagni alle attività del paese, molti ristoranti iniziarono a cucinare pietanze ispirate a quelle italiane, che erano più economiche da preparare rispetto a quelle dell'alta cucina tradizionale. Esistono vere e proprie catene di cucina italo-giapponese, la più importante delle quali è la Saizeriya, che nel 2021 contava oltre 1.500 punti vendita nel solo Giappone e diverse centinaia in Cina.